# Bokak
O Atol Bokak ou Atol Taongi (em marshalês: Bokaak ou Bok-ak, []) é um atol desabitado de 3,2 km² situado no Oceano Pacífico a 14° 32′ N, 169° 00′ L. Encontra-se nas Ilhas Ratak.
O primeiro europeu a descobrir Bokak foi Alonso de Salazar, um explorador espanhol, em 21 de agosto de 1526.
O atol tem forma de crescente, e cerca de 18 km de comprimento por 9 km de largura, estando orientado na direção norte-sul. O recife é conexo, exceto numa barra de 20 metros na parte oeste. Há dez ilhéus no recife, na parte este e sudeste, entre eles North Island, Kamwome, Bwdije, Sibylla, Bokak, e Bwokwla. Sibylla é o maior com 7,2 km por 305 m de largura.